# 乔乐乡
乔乐乡，是中华人民共和国江西省南昌市安义县下辖的一个乡镇级行政单位。

## 行政区划
乔乐乡下辖以下地区：
马溪村、前泽村、乔乐村、社坑村和石湖村。